# Філіпп Траум
«Філіпп Траум» — радянсько-чехословацький телевізійний двосерійний художній фільм режисера Ігоря Масленникова за мотивами повісті «Таємничий незнайомець» Марка Твена. Прем'єра відбулася 30 вересня 1990 року. Також фільм був перемонтований для показу в кінотеатрах під назвою «Хроніка сатани-молодшого».

## Сюжет
Фільм переносить глядача в середньовічну Європу, за часів інквізиції. Кінець XVI століття, Австрія, Бургенланд, передмісті Відня. Невеличке містечко Есельдорф, що знаходиться під практично повним підпорядкуванням голови духовного трибуналу Фейєртага, відвідує дивний молодий чоловік, який представився зустрівшим його хлопчакам (синові органіста Теодору, синові шинкаря Сеппі і синові судді Ніколаусу) Філіппом Траумом мандрівником і магом. Пізніше Траум зізнається в тому, що він сатана. Хлопчики просять чудесного незнайомця поліпшити життя безкорисливого Пітера і його племінниці Маргарет, в яку таємно закохані інквізитор Фейєртаг і його секретар Вільгельм. Однак виниклий нізвідки капшук батька Пітера, набитий золотими монетами, лише погіршує стан справ. Фейєртаг, бажаючи дістати гроші, кидає батька Пітера до в'язниці, звинувативши його в крадіжці. Філіпп Траум влаштовує заручини Маргарет і Вільгельма. Заручини супроводжуються різними чудовими явищами, свідком яких стає і оскаженілий Фейєртаг. Він починає плести сіті звинувачень в чаклунстві і співпраці з дияволом навколо Маргарет, доглядача княжого замку Фелікса Брандта, що відноситься з симпатією до хлопчаків і Маргарет, і, нарешті, самого Траума. Хлопчики приходять в захват від кожного нового трюку таємничого незнайомця і, не побоюючись наслідків, просять того передбачити їх долю. Однак пророкування не дуже райдужні, і хлопчики в черговий раз благають Траума переробити майбутнє. В результаті, рятуючи потопаючу дівчинку, гине Ніколаус. На суді над Пітером Брандт в останній момент викриває підступи Фейєртага. Пітер, як і було обіцяно Траумом, щасливий в своєму божевіллі, залишає містечко з трупою бродячих акторів. Фейєртаг підмовляє жителів містечка йти на штурм замку, в якому сховався Брандт і Маргарет. Дике полювання, що проноситься в небі, служить знаком того, що Філіпп Траум залишає місто. Воно ж, змушуючи жителів Есельдорфа розбігтися в жаху, забирає з собою Теодора, Маргарет і Брандта, а голову духовного трибуналу перетворює в стовп полум'я. Після від'їзду Філіппа Траума жоден з дорослих жителів міста не може згадати, як саме виглядав таємничий незнайомець. Поки дорослі будують припущення, Сеппі, переймає справу свого батька, виявляється єдиним в цій компанії, хто запам'ятав образ таємничого незнайомця правильно, повідомляє, що Філіпп Траум був ні хто інший, як благородний юнак з блакитними очима і золотим волоссям. І що, ймовірно, він повернеться, тому що до міста приїжджає новий голова духовного трибуналу.

## У ролях
- Габріель Воробйов — Філіпп Траум (озвучував Сергій Паршин)
- Філіпп Козлов —  Теодор
- Дмитро Суворов —  Сеппі
- Дмитро Мамонтов —  Ніколаус
- Ія Парулаві —  Маргарет
- Євген Весник — Брандт
- Олексій Зубарєв — Фейєртаг (озвучував Олександр Кайдановський)
- Костянтин Воробйов —  Вільгельм Мейдлінг
- Юрі Ярвет — Пітер  (озвучував Михайло Свєтін)
- Олена Сафонова —  Христина, мати Ніколауса
- Петро Меркур'єв —  Фішер, органіст
- Анатолій Сливников —  Вольмайєр
- Євген Платохін —  суддя Вюрбург
- Адольф Ільїн — монах (озвучував Ігор Єфімов)
- Нора Грякалова —  Урсула
- Валері Капланова —  Нара
- Олександр Ануфрієв —  бродячий актор
- Євген Ануфрієв —  бродячий актор
- Йозеф Врана — епізод
- Юрія Гальцева —  бродячий актор
- Даніель Ланда — епізод
- Іржі Ружичка — епізод (озвучував Валерій Захар'єв)
- Аркадій Коваль — епізод
- Семен Фурман —  бродячий актор

## Знімальна група
- Режисер-постановник: Ігор Масленников
- Сценаристи: Ігор Адамацький, Євген Шмідт
- Оператор-постановник: Микола Строганов
- Композитор: Віктор Кісін
- Художник: Наталія Кочергіна
- Звукооператор: Галина Лукіна